# Marvel's Avengers
Marvel's Avengers (in precedenza The Avengers Project) è un videogioco action-adventure sviluppato dalla Crystal Dynamics e Eidos Montréal, e pubblicato dalla Square Enix. È il primo nuovo titolo della Crystal Dynamics al di fuori del franchise di Tomb Raider partito nel 2005, e si basa sul gruppo di supereroi della Marvel Comics, i Vendicatori. Il gioco è disponibile per Google Stadia, Microsoft Windows, PlayStation 4 e Xbox One dal 4 settembre 2020. Il videogioco è stato reso disponibile l'anno seguente anche per PlayStation 5 e Xbox Series X/S.

## Trama
Mentre gli Avengers stanno partecipando a un evento, denominato A-Day, a San Francisco, la città viene attaccata da una nuova misteriosa minaccia; gli Avengers, ovviamente, contrastano la minaccia, ma durante l'attacco, la Chimera, l'enorme Helicarrier su cui si tiene l'evento, alimentato da un nuovo minerale scoperto dal dottor George Tarleton, il Terrigen, precipita a causa del malfunzionamento del reattore instabile: Capitan America rimane apparentemente ucciso, mentre San Francisco viene distrutta, il Terrigen si diffonde e molte persone presenti all'evento guadagnano incredibili superpoteri per via delle proprietà del minerale. A causa della tragedia, gli Avengers si sentono in colpa dell'accaduto e decidono di sciogliersi. Passano cinque anni, durante i quali la città è stata ricostruita, ed è attualmente sotto il controllo di un'organizzazione scientifica criminale chiamata la A.I.M (Avanzate Idee Meccaniche), mentre i supereroi (inclusi i Vendicatori e le persone che hanno sviluppato poteri l'A-Day, soprannominate Inumani) sono diventati dei fuorilegge. Con un mondo in subbuglio, una giovane adolescente pakistana di nome Kamala Khan, anch'ella presente all'evento e che, a causa del Terrigen ha sviluppato la capacità di allungarsi e gonfiarsi a piacimento, scopre una scioccante cospirazione della A.I.M (tramite un video di una telecamera salvato su una chiavetta scopre infatti che Tarleton aveva fatto spegnere a Capitan America i protocolli di sicurezza del reattore per poi chiudere l'eroe nella stanza), e inizia così la sua avventura per ricomporre gli eroi più potenti della Terra, vendicare la morte di Capitan America e scoprire il vero colpevole dietro la catastrofe dell'A-Day.
I Personaggi Marvel's Avengers presenta una grande schiera di personaggi tratti dall'Universo Marvel, composti principalmente da membri del gruppo di cui prende il nome il videogioco, tra cui:
- Capitan America (interpretato da Jeff Schine)
- Iron Man (interpretato da Nolan North)
- Hulk (interpretato da Troy Baker)
- Black Widow (interpretata da Laura Bailey)
- Thor (interpretato da Travis Willingham)[10]
- Ms. Marvel (interpretata da Sandra Saad)[11][12]
- Captain Marvel (interpretata da Nicole Tompkins)A
- Spider-Man (interpretato da Sean Chiplock)B
- Hawkeye (interpretato da Giacomo Gianniotti)
- Kate Bishop (interpretata da Ashly Burch)
- Black Panther (interpretato da Cristopher Judge)
- La Potente Thor (interpretato da Zehra Fazal)[13]
- Winter Soldier (interpretato da Scott Porter)

Tra i personaggi non giocabili ci sono Nick Fury, Maria Hill, Dum Dum Dugan, Hank Pym, J.A.R.V.I.S., Alisande Morales, gli Inumani, Okoye, Shuri e Zawavari.
Sono inoltre presenti alcuni supercriminali, tra i quali:
- Abominio
- Taskmaster
- Super-Adattoide
- M.O.D.O.K. e la A.I.M[14][15][16]
- Monica Rappaccini
- Kree Sentry
- Klaw
- Maestro
- Crossbones

È presente anche un cameo di Phil Sheldon della miniserie Marvels che lavora come giornalista al Daily Bugle
A Carol Danvers, alias Capitan Marvel, viene citata in vari trailer da Kamala Khan; inoltre, nella cameretta di quest'ultima vi è un suo poster, ma l'eroina non appare fisicamente durante il gioco. 
B Spider-Man sarà giocabile soltanto su Playstation 4 e Playstation 5. Sebbene si pensasse che il personaggio fosse lo stesso eroe protagonista dell'acclamato videogioco della Insomniac Games, ciò è stato smentito in quanto la Square Enix vuole che il loro Uomo Ragno si rifaccia alle origini, soprattutto dal punto di vista estetico.

### Doppiaggio
| Personaggio                | Doppiatore originale | Doppiatore italiano   |
| -------------------------- | -------------------- | --------------------- |
| Kamala Khan/Ms Marvel      | Sandra Saad          | Valentina Pallavicino |
| Iron Man                   | Nolan North          | Lorenzo Scattorin     |
| Captain America            | Jeff Shine           | Diego Baldoin         |
| Bruce Banner               | Troy Baker           | Gianmarco Ceconi      |
| Hulk                       | Darin De Paul        | Renzo Ferrini         |
| Black Widow                | Laura Bailey         | Beatrice Caggiula     |
| Thor                       | Travis Willingham    | Roberto Certomà       |
| George Tarleton/M.O.D.O.K. | Usman Ally           | Claudio Colombo       |
| Hank Pym                   | Danny Jacobs         | Claudio Moneta        |
| Captain Marvel             | Nicole Tompkins      | Chiara Francese       |
| Spider-Man                 | Sean Chiplock        | Federico Viola        |
| Hawkeye                    | Giacomo Gianniotti   | Alessandro Capra      |
| Kate Bishop                | Ashly Burch          | Martina Felli         |
| Dante                      | Michael Johnston     | Paolo Calabrese       |
| Abominio                   | Jamieson Price       | Gianni Gaude          |
| Taskmaster                 | Walter Gray IV       | Matteo Brusamonti     |
| Nick Fury                  | Charles Parnell      | Dario Oppido          |

## Modalità di gioco
Il gioco sarà giocabile sia in giocatore singolo sia in multigiocatore fino a un massimo di quattro giocatori, e possiederà svariate caratteristiche di personalizzazione dei costumi e la possibilità di migliorare le proprie capacità tramite un albero delle abilità. La componente cosmetica, riguardo ai costumi essendo puramente estetici, potranno essere acquistati separatamente come DLC, attraverso delle microtransazioni. I giocatori potranno ricevere gli aggiornamenti del tutto gratuiti, contenenti nuove regioni e nuovi personaggi giocabili. Marvel's Avengers è un videogioco che fa parte della categoria story driven (un gioco che punta sulla narrativa).

## Pubblicazione
Il primo teaser del trailer che annunciò il videogioco è stato pubblicato il 26 gennaio 2017 dal canale YouTube della Marvel Entertainment.
Dopo due anni dall'annuncio, solamente all'E3 2019 Square Enix ha ospitato una conferenza stampa, la quale ha condiviso maggiori dettagli sul gioco, tra cui anche un trailer completo e una data d'uscita. La presentazione, durata 14 minuti, è stata realizzata con alcune scene cinematografiche, una breve esibizione del gameplay che includeva i personaggi, il comparto online e un'anteprima degli attori che interpretano i personaggi. Inoltre sempre all'E3, è stata resa pubblica una demo giocabile che mostrava il gameplay, accessibile a pochi partecipanti.
La closed beta è stata resa accessibile solamente a chi aveva preordinato il titolo. Per la versione Playstation 4, la beta sarà disponibile dal 7 al 9 agosto. Per la versione PC e Xbox One dal 14 al 16 agosto. Una open beta finale si è svolta dal 21 al 23 agosto per tutte le piattaforme di lancio.
Marvel's Avengers precedentemente doveva uscire su Stadia, PlayStation 4, Xbox One e Microsoft Windows il 15 maggio 2020, ma per perfezionare al meglio il gioco Crystal Dynamics ha deciso di posticipare l'uscita al 4 settembre 2020. Il gioco verrà pubblicato in quattro edizioni: Standard Edition, Exclusive Digital Edition (Esclusiva per PS4), Deluxe Edition ed infine la Earth's Mightiest Edition, con le ultime tre edizioni giocabili dal 1º settembre 2020. Il gioco sarà disponibile come titolo di lancio anche su Xbox Series X a novembre 2020 e per Playstation 5 a fine anno.
Il 1º ottobre 2019, Virgin Media ha ottenuto le telecomunicazioni come collaboratore esclusivo di Square Enix e Crystal Dynamics per Marvel's Avengers.

### Merchandising
Titan Books ha pianificato la pubblicazione di due libri tie-in riguardanti il videogioco.
Il primo libro, intitolato Marvel's Avengers: The Extinction Key, è stato pubblicato il 4 agosto 2020. The Extinction Key è stato scritto da Gregory Keyes, è un prequel incentrato sugli eventi che si svolgono prima dell'A-Day. Il romanzo segue la storia dei Vendicatori, che cercano di fermare un'antica organizzazione criminale chiamata Zodiac che si vuole impadronire della Chiave dello Zodiaco, un'arma molto potente capace di distorcere il tempo e lo spazio. All'interno del libro, vengono introdotti Dottor Strange, Fratello Voodoo e alcuni membri dello S.H.I.E.L.D.
Il secondo libro, intitolato Marvel's Avengers: The Art of the Game, è stato pubblicato il 1º settembre 2020. All'interno del libro, sono inclusi alcuni concept art, storyboard e commenti da parte dello scrittore Paul Davies, più una mappa dettagliata dei diversi scenari e missioni del gioco.
Marvel Comics ha pubblicato cinque libri tie-in, tutti quanti prequel del videogioco. La serie fumettistica viene chiamata Marvel’s Avengers: Road to A-Day. Ogni libro è incentrato su uno dei cinque personaggi giocanti disponibili al lancio, escludendo Ms. Marvel. Il primo libro, intitolato Marvel's Avengers: Iron Man #1, è stato pubblicato l'11 dicembre 2019, a seguire Marvel's Avengers: Thor #1 pubblicato l'8 gennaio 2020, Marvel's Avengers: Hulk #1 il 5 febbraio 2020, Marvel's Avengers: Captain America #1 il 18 marzo 2020 e infine con il quinto e ultimo libro, Marvel's Avengers: Black Widow #1 il 25 marzo 2020.

## Accoglienza
| Testata                          | Versione | Giudizio |
| -------------------------------- | -------- | -------- |
| Metacritic (media al 29-11-2020) | PC       | 69/100   |
| Metacritic (media al 29-11-2020) | PS4      | 67/100   |
| Metacritic (media al 29-11-2020) | XONE     | 67/100   |
| Destructoid                      | PS4      | 6/10     |
| Game Informer                    | PS4      | 8.75/10  |
| Shacknews                        | PS4      | 8/10     |

### Critica
Marvel's Avengers ha ricevuto un'accoglienza mista stando alle recensioni aggregate su Metacritic.

### Vendite
Marvel's Avengers durante la sua prima settimana di vendita è stato il gioco più venduto al dettaglio nel Regno Unito.
In Giappone la versione per PlayStation 4 durante la sua prima settimana di lancio ha venduto 42 979 copie fisiche, rendendolo il secondo gioco al dettaglio più venduto della settimana nel paese.
A 2 mesi dall'uscita, le vendite sono stimate attorno ai 3 milioni di copie (60% di quanto pronosticato da Square Enix), facendo registrare perdite di oltre 60 milioni di dollari. Il supporto al gioco e la vendita cessano nel 2023: l'ultimo aggiornamento sblocca gratis tutti gli oggetti del negozio.